# Zakynthos (cheval)
Vous lisez un « bon article » labellisé en 2022.
Pour les articles homonymes, voir Zakynthos.
Le Zakynthos (en grec moderne : άλογο της Ζακύνθου ; en français : cheval de Zante) est une race de chevaux de selle et d'attelage généralement noirs, originaire de l'île de Zante, l'une des îles Ioniennes, en Grèce. Son origine est très récente, puisqu'elle remonte au XXe siècle. De type anglo-arabe, cette race est génétiquement  proche de l'Andravida. Ses analyses génétiques attestent qu'elle a été croisée avec le Pur-sang. Le Zakynthos provient peut-être aussi du Percheron de type nivernais. Son type reste instable, et cette race ne dispose d'aucun standard ni de documents d'identification officiels. 
Le Zakynthos est décrit comme le plus beau des chevaux grecs. Il est utilisé pour la traction et le tourisme équestre, ce dernier usage mettant toutefois en danger les tortues caouannes (Caretta caretta) de l'île lors des randonnées sur les plages. Vraisemblablement rares, ces chevaux sont élevés par quelques familles sur l'île de Zante.

## Dénomination
« Zakynthos » est le nom local grec de ces chevaux ; ils sont aussi connus sous le nom de « Zante horse » en anglais,, et de « Zante » en français,. L'auteur d'expression allemande Jasper Nissen les nomme Zakynthos-rappe, ce qui pourrait se traduire par « Zakynthos-noir » en français.

## Histoire

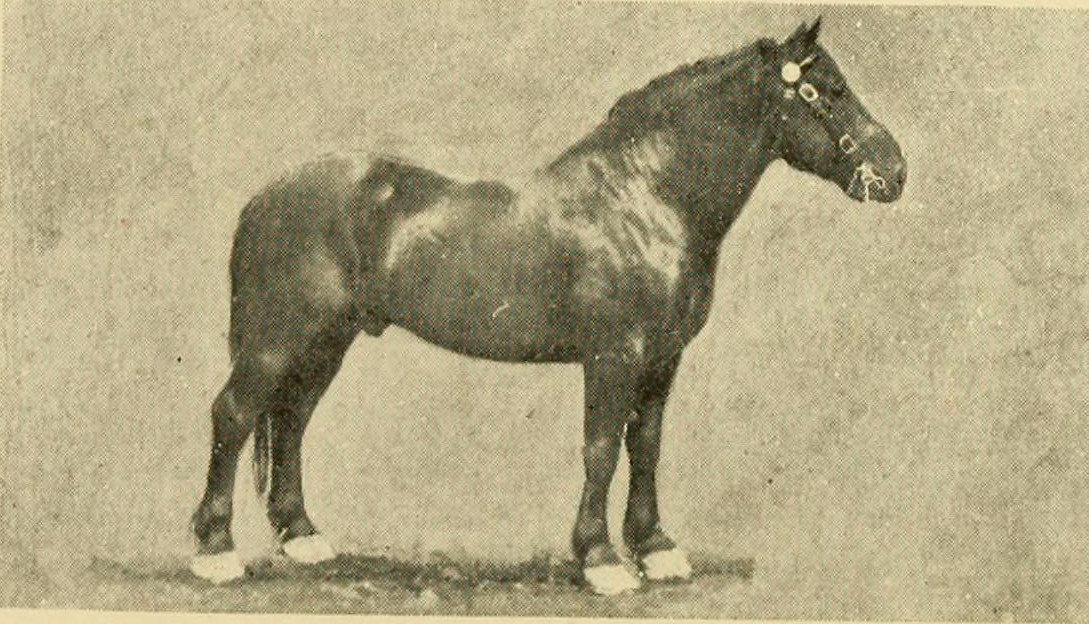
Étalon Nivernais dans Les races chevalines françaises et anglaises, paru en 1910. Un étalon de souche nivernaise aurait influencé la race Zakynthos.

L'existence du Zakynthos remonte au XXe siècle, ; cependant, l'élevage et l'usage de chevaux sur l'île de Zante sont mentionnés antérieurement. 
Un poète grec antique du IVe siècle av. J.-C., Simonides de Zante, déclare que l'élevage des chevaux ne correspond pas à cette île, ce que le Dr en littérature grecque Richard Rawles interprète comme une référence à des textes d'Homère qui évoquent la présence de chevaux sur d'autres îles grecques. 
L'existence de courses de chevaux est mentionnée sur l'île de Zante en 1835.
D'après les ouvrages de CAB International, les chevaux Zakynthos actuels proviennent de croisements effectués sur les juments locales de l'île, de race andravida, avec des étalons de race anglo-arabe, au début du XXe siècle,,, tout particulièrement durant les années 1900 puis l'entre-deux-guerres. L'archéozoologue Theodore Antikas estime que la souche d'origine importée sur l'île provient d'Élide, avec une continuation de ces importations durant l'entre-deux-guerres, mais concernant cette fois des Anglo-arabes originaires de France et d'Angleterre.
Pour Jasper Nissen, la race a été créée après la Seconde Guerre mondiale. Alors que la population des chevaux grecs s'est effondrée en conséquence de la guerre civile grecque, des Grecs émigrés aux États-Unis auraient envoyé un étalon percheron noir à leur famille ou amis de l'île de Zante. Nissen estime que cet étalon présentait un modèle différent de celui du Percheron français moderne, car il s'agit d'un descendant des chevaux de trait nivernais exportés en tant que Percheron à la fin du XIXe siècle. En croisement avec les petites juments locales de l'île, au modèle près de terre, cet étalon aurait transmis ses caractéristiques physiques d'une manière remarquable.

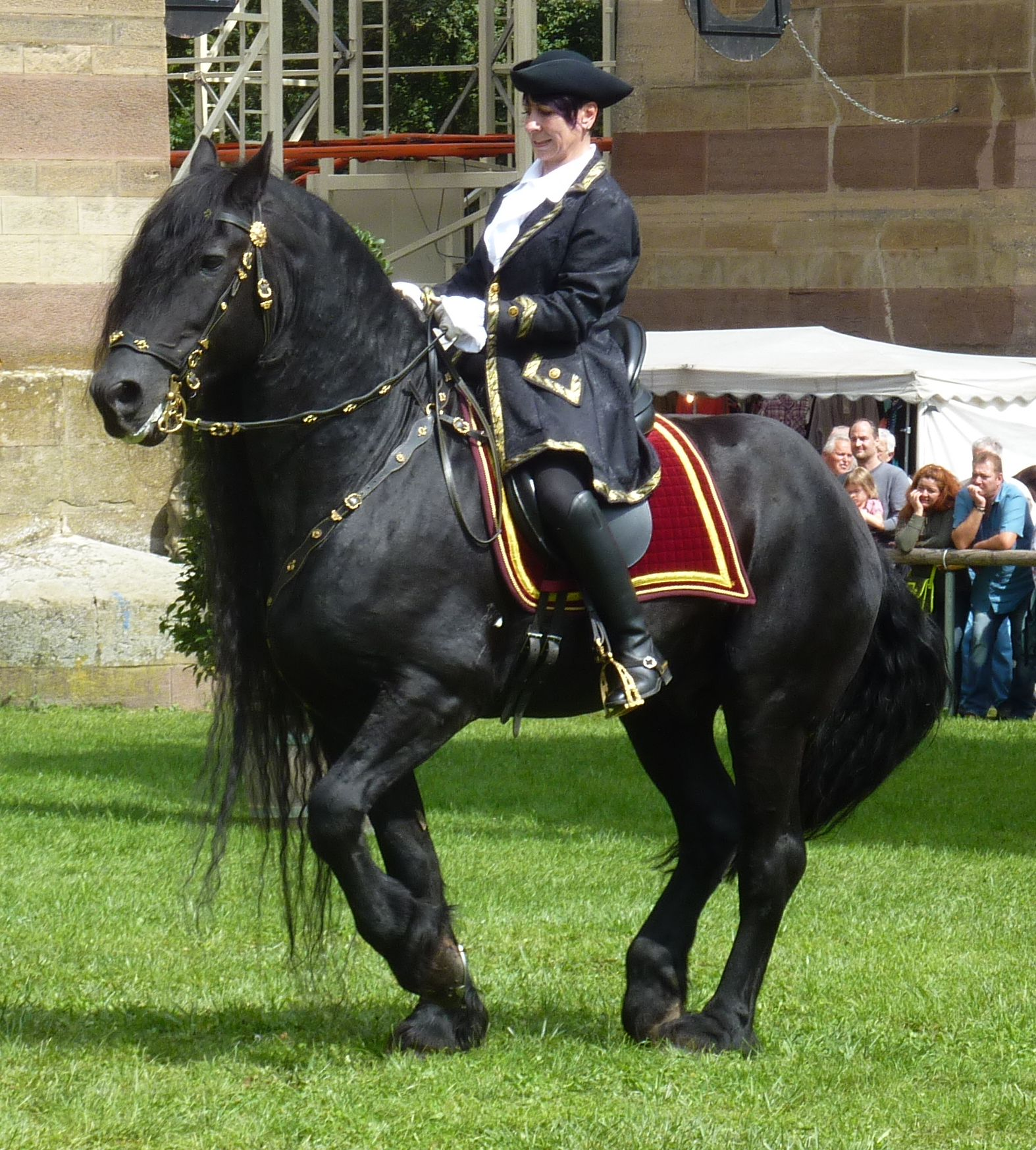
Un Frison, race importée sur l'île de Zante depuis le début du XXI.

Le cheptel reçoit également l'influence d'étalons Pur-sang importés d'Angleterre. Ce type de croisement est en effet courant, non seulement sur l'île de Zante, mais aussi chez les races voisines de l'Andravida et du Thessalien, car le croisement avec l'étalon pur-sang est réputé pour donner un poulain de grande valeur. Les chevaux de Zante issus de ces croisements sont alors présentés localement comme étant de race anglo-arabe. Ils ne disposent d'aucune reconnaissance officielle,. Depuis le début du XXIe siècle, des importations de chevaux de race frisonne et andalouse ont remplacé les précédentes importations.

## Description
Le Zakynthos constitue l'une des sept races de chevaux identifiées en Grèce,.
L'archéozoologue Theodore Antikas, le Pr Menegatos de l'université d'Athènes et le guide Delachaux (qui recopie probablement ce dernier) indiquent une taille moyenne de 1,45 m à 1,55 m. L’association grecque de protection de la biodiversité Amalthia indique, sur son site web, une taille de 1,45 m à 1,65 m.
La race reste instable dans son type, et ne dispose ni d'un standard, ni d'une reconnaissance officielle par le ministère grec de l'agriculture. Le modèle est relativement grand (Nissen décrit une taille moyenne) et puissant. Antikas décrit un type anglo-arabe. Ces chevaux sont réputés pour leur élégance, et sont souvent considérés comme les plus beaux de Grèce,,. La robe est le plus souvent noire,,,, ou bai très foncée d'après Antikas, mais d'autres couleurs peuvent être représentées. Les allures sont décrites comme excellentes. L'objectif d'élevage vise l'obtention d'un grand cheval noir et élégant. En raison de ses conditions de vie, le Zakynthos est relativement frugal et robuste.

### Analyse génétique
Deux analyses génétiques menées en 2005 et en 2010 par le Pr E. G. Cothran et par Rytis Juras sur les races de chevaux natives de Grèce montrent une grande proximité entre le Zakynthos et l'Andravida, ces deux races étant un peu plus éloignées des poneys grecs tels que le Skyros et le Thessalien,. L'arbre phylogénétique modélisé par Cothran et Juras place ainsi le Zakynthos dans le même cluster de gènes que le Pur-sang,,.
La diversité génétique du Zakynthos est plutôt bonne.

## Utilisations
Ces chevaux sont toujours utilisés pour le transport sur leur île, ainsi qu'à l'attelage et en tourisme équestre,,. Ils tractent des phaétons (paetonia) pour les touristes.
Ils peuvent aussi être montés. Ils participent à la foire aux chevaux qui se tient à Andravida depuis les années 1930, et y ont décroché plusieurs prix,.
Plusieurs études soulignent que le tourisme équestre monté le long des plages de l'île de Zante met en danger les tortues de mer de l'espèce Caretta caretta (caouanne) qui y nichent (parmi d'autres facteurs), en particulier à cause de la destruction des lieux de reproduction sous le piétinement des sabots des chevaux,,.

## Diffusion de l'élevage
Le Zakynthos est propre à son île d'origine, où il est élevé par des familles locales, et n'est pas diffusé ailleurs,. La race est vraisemblablement très rare, mais aucun comptage officiel n'est disponible,. La race n'a pas de documents d'identification officiels, n'est pas répertoriée dans la base de données DAD-IS, et ne figure par conséquent pas non plus dans l'étude globale des populations de chevaux menée par Rupak Khadka de l'université d'Uppsala, et publiée en août 2010 pour la FAO. Le niveau de menace pesant sur le Zakynthos est inconnu.